# Cheyne Range
Die Cheyne Range ist ein Gebirge im Zentrum des australischen Bundesstaates Tasmanien. Die Gebirgskette befindet sich im Südostteil des Cradle-Mountain-Lake-St.-Clair-Nationalparks, südöstlich des Lake St. Clair.

## Berge
Höchste Erhebung ist der ganz im Norden, östlich des Hauptkammes, gelegene Mount Olympus  mit 1.449 m Höhe. Weiter südlich, ebenfalls östlich des Hauptkammes, liegt der 1.403 m hohe Mount Hugel . An der Südspitze der Cheyne Range befindet sich der Mount Gell  mit 1.447 m Höhe.

## Flüsse und Seen
An der Ostseite der Cheyne Range, am Mount Hugel, entspringt der Franklin River, an der Nordwestseite der Alma River und an der Nordwestseite, am Mount Olympus der Cuvier River. Östlich des Hauptkammes befinden sich etliche Seen, so der Lake Curly, der Lake Dixon und der Lake Undine.